# Bauhausverlag

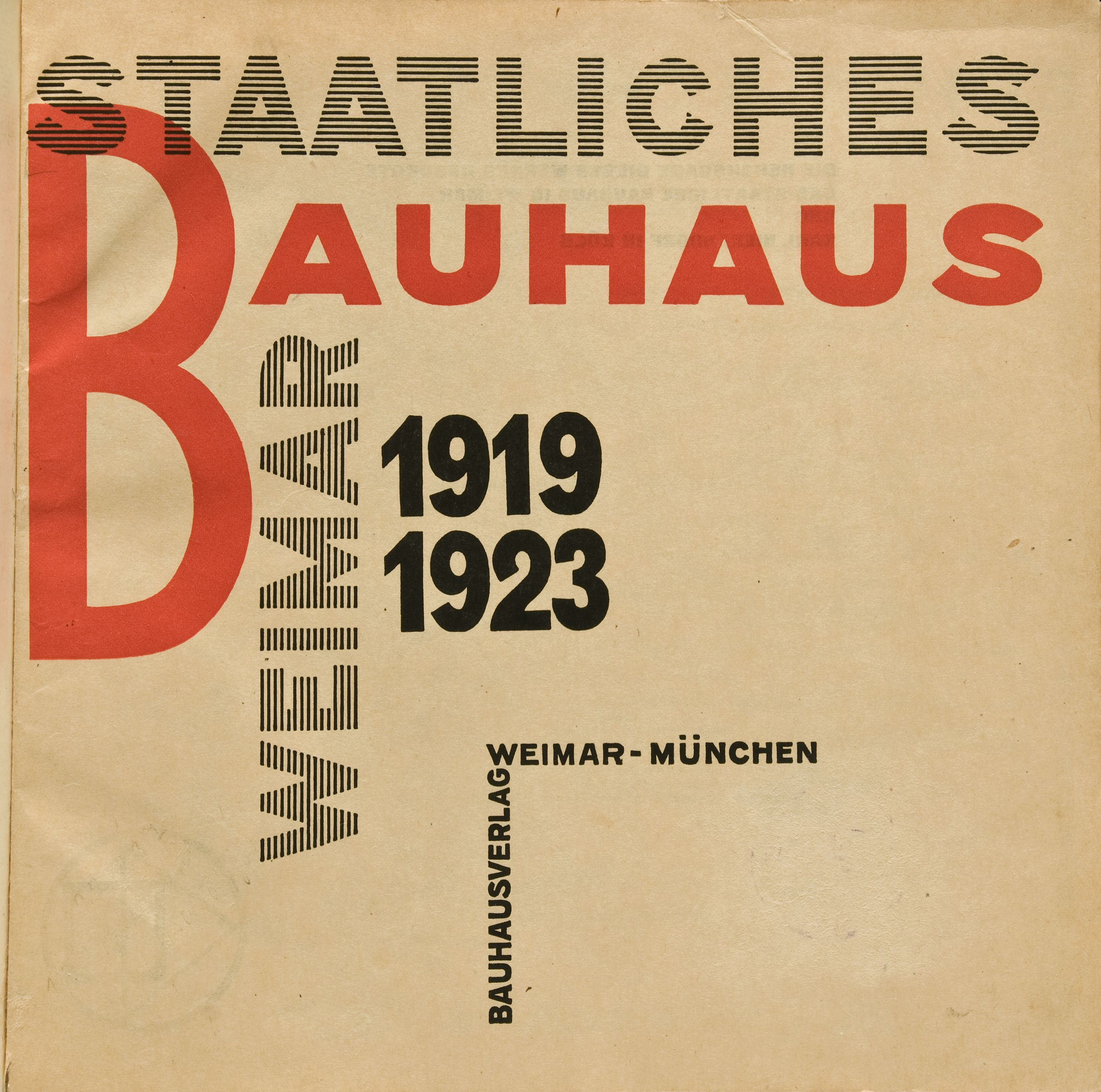
Staatliches Bauhaus in Weimar 1919–1923 (1923), Titelseite (Entwurf von László Moholy-Nagy)

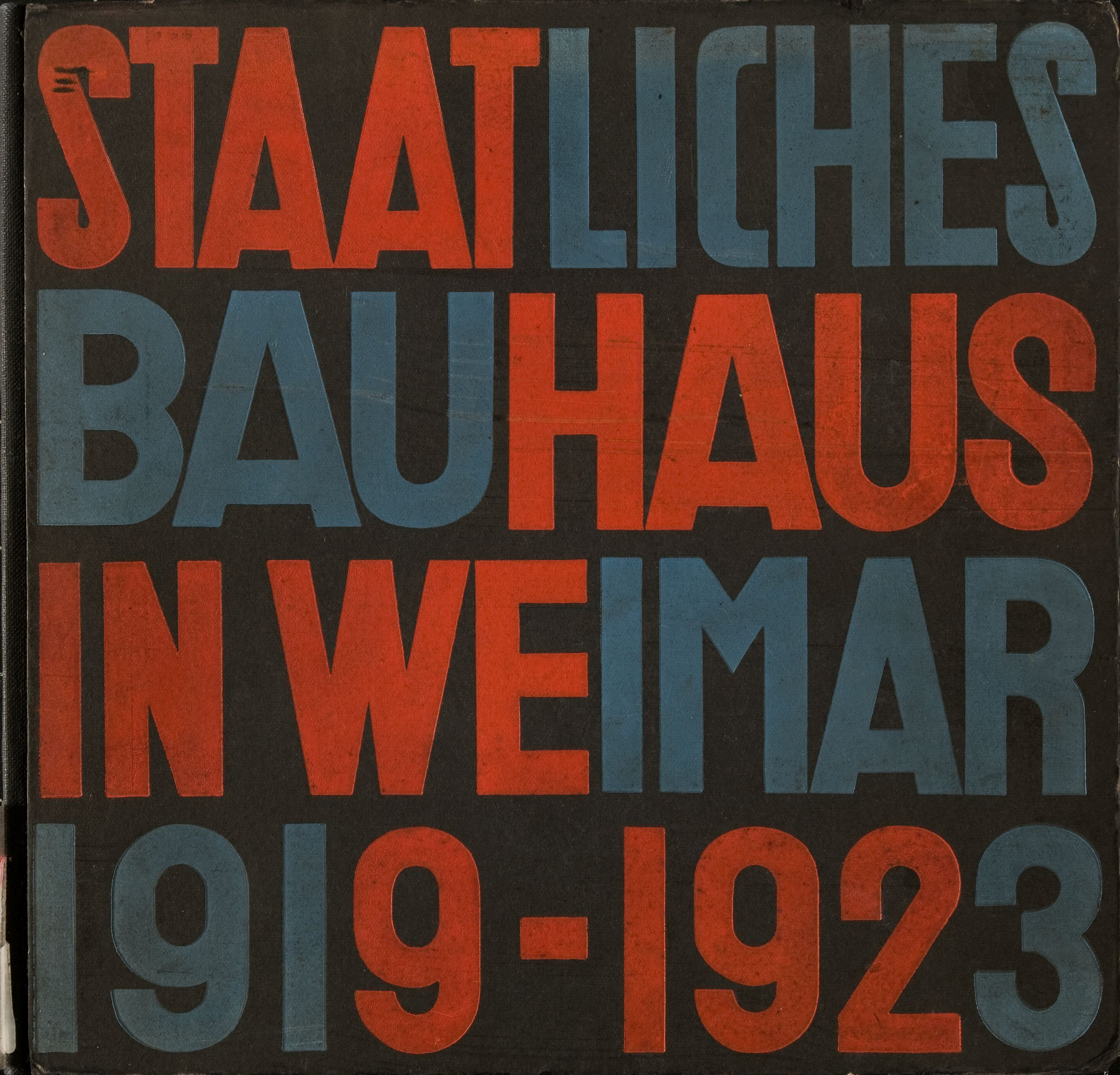
Staatliches Bauhaus in Weimar 1919–1923 (1923), Vorderdeckel (Entwurf von Herbert Bayer)

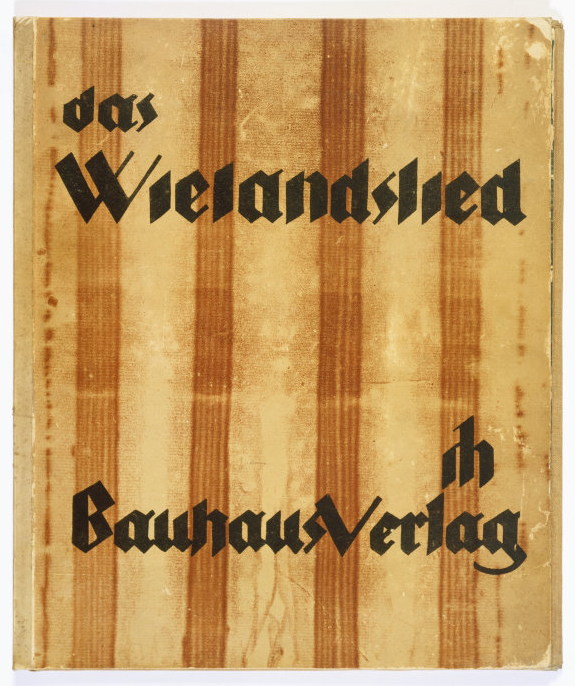
Das Wielandslied (Gerhard Marcks: Zehn Holzschnitte zum Wielandslied der älteren Edda), Vorderdeckel

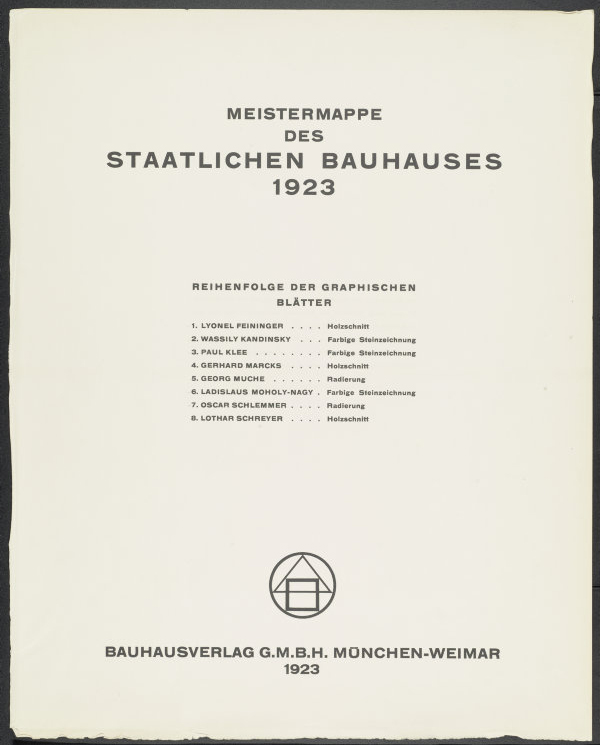
Meistermappe des Staatlichen Bauhauses 1923, Titelblatt

Der Bauhausverlag wurde durch das Staatliche Bauhaus in Weimar initiiert und sollte sich vor allem der Verbreitung der Bauhausidee widmen. Die Gründung des Verlages erfolgte im Frühjahr 1923 auf dem Höhepunkt der deutschen Inflation durch den Verlagsbuchhändler Franz May. Der Geschäftssitz wurde mit München und Weimar angegeben. Bereits im Frühjahr 1925 musste der Verlag Insolvenz anmelden.

## Realisierte Publikationen
Der Verlag wurde gegründet, um das „Bauhausbuch“, das Buch zur Bauhaus-Ausstellung des Jahres 1923 zu veröffentlichen. Das Buch erschien im Herbst 1923 unter dem Titel „Staatliches Bauhaus in Weimar 1919–1923“. Dieses Manifest stellte die erste umfassende programmatische Publikation des Bauhauses dar, in der sich neben ausführlichen Darstellungen der Arbeit der Werkstätten auch Texte von Gropius, Kandinsky, Klee und Schlemmer sowie der grundlegende Beitrag über „Die neue Typographie“ von Moholy-Nagy befand. Der aufwändig gestaltete Band enthielt in der endgültigen Form zahlreiche Schwarz-Weiß-Abbildungen, 20 farbig gedruckte Abbildungen und neun originale Lithographien, u. a. von Herbert Bayer, Marcel Breuer und Ludwig Hirschfeld-Mack. Aus dem Band wurde als selbständige Veröffentlichung der Beitrag „Idee und Aufbau des Staatlichen Bauhauses Weimar“ von Gropius ausgekoppelt, der 1923 auch separat erschien.
Daneben erschien 1923 im Bauhausverlag noch die „Meistermappe“ mit Graphiken von Feininger, Marcks, Schlemmer, Muche, Schreyer, Kandinsky, Moholy-Nagy und Klee. Diese Mappe wurde in der Kunstdruckerei am Bauhaus gedruckt. Ebenfalls 1923 erschien im Bauhausverlag die Holzschnitt-Mappe „Das Wielandslied in der älteren Edda“ des Bauhausmeisters Gerhard Marcks.

## Geplante Publikationen: die „Bauhausbücher“
Im Herbst 1923 begann das Projekt einer ganzen Reihe von Bauhausbüchern bzw. -broschüren Gestalt anzunehmen. „Der Verlag beschloß“, so erklärte Gropius 1924, „da er die Zeit für gekommen sieht, wo die Bauhausidee im Reiche und darüber hinaus Fuß gefaßt hat, eine Serie neuer Bauhausbücher herauszugeben.“ Nach dem Konkurs des Bauhausverlags im Frühjahr 1925 wandten sich Gropius und Moholy-Nagy an den Verlag von Albert Langen, wo dann im Herbst 1925 die ersten acht Bauhausbücher erschienen. Bis 1930 folgten noch sechs weitere.

## Verlag der Bauhaus-Universität Weimar / Bauhaus-Universitätsverlag Weimar
Mit der Umbenennung der vormaligen „Hochschule für Architektur und Bauwesen“ in Bauhaus-Universität Weimar wurde der 1954 an der Weimarer Hochschule gegründete Verlag zum Universitätsverlag. Der Weimarer Universitätsverlag bestand bis zum 31. Dezember 2013. Zum 1. Januar 2014 wurde das Programm vom neu gegründeten „Bauhaus-Universitätsverlag Weimar“ übernommen und wird seitdem von diesem betreut.